# Juan José Calle Yabar
Juan José Calle Yabar fue un abogado y político peruano.

## Primeros años y juventud
Nació en la ciudad de Lampa el 5 de marzo de 1851. Hijo de José Manuel Calle y Rosa Yabar. Realizó sus primeros estudios en el Colegio Municipal de Varones de su ciudad natal y luego se mudó a la ciudad de Puno donde continua estudiando en el Colegio del Seminario Conciliar de San Ambrosio que fuera fundado por Amadeo de Piérola. Hacia 1871 viaja a Arequipa dejando inconclusos sus estudios en el seminario puneño e ingresa a la facultad de jurisprudencia de la Universidad de San Agustín de la cual se gradua como bachiller en derecho el 31 de diciembre de 1873. En 1874 viaja a Lima con la intención de obtener el título de abogado en la Universidad de San Marcos y radicarse ahí pero por problemas de salud debe regresar a Arequipa donde contrae matrimonio con Luisa Hermosilla el 26 de febrero de 1876. En 1877 obtiene el grado de Doctor por la universidad arequipeña. A mediados de 1879 retorna a Puno trabajando en el Seminario de San Ambrosio y luego, en el Colegio Nacional de San Carlos. Durante ese tiempo, realiza también labor periodística tanto en Puno como en Arequipa y trabaja como juez en Puno. Durante la Guerra del Pacífico, Calle se desempeñaba como secretario de la prefectura del departamento de Puno y se enrola a la reserva movilizable con el grado de Teniente Coronel del batallón Piérola N° 2.

## Carrera política
En 1881,  como diputado por la provincia de Sandia, formó parte de la Asamblea Nacional de Ayacucho convocada por Nicolás de Piérola luego de la Ocupación de Lima durante la Guerra del Pacífico. Este congreso aceptó la renuncia de Piérola al cargo de Dictador que había tomado en 1879 y lo nombró presidente provisorio. Sin embargo, el desarrollo de la guerra generó la pérdida de poder de Piérola por lo que este congreso no tuvo mayor relevancia.
En 1884, como diputado por la provincia de Puno, formó parte de la Asamblea Constituyente convocada por el presidente Miguel Iglesias luego de la firma del Tratado de Ancón que puso fin a la Guerra del Pacífico. Esta asamblea no sólo ratificó dicho tratado sino también ratificó como presidente provisional a Miguel Iglesias, lo que condujo a la Guerra civil peruana de 1884-1885.
En 1895 fue elegido diputado por la provincia de Pasco que en ese entonces pertenecía al departamento de Junín. Desempeñó su mandato durante los gobiernos de Manuel Candamo, Nicolás de Piérola y Eduardo López de Romaña durante la República Aristocrática.

## Labor como jurista
Aprovechando su presencia en Lima como diputado, se inscribe como abogado en el Colegio de Abogados de Lima y desde 1886 trabaja en Lima junto con su hermano José María Calle. En 1888 se muda a Cerro de Pasco desempeñándose como abogado, periodista, juez y regidor municipa en esa ciudad también asumiría la Secretaría de la Diputación de Minería de Pasco y la dirección de la Beneficencia Pública del departamento de Junín. Regresaría defintitivamente a Lima en 1895 tras ser elegido diputado por Junín. En 1895, por encargo del presidente Nicolás de Piérola, redactaría un proyecto de constitución federal para el Perú que nunca se cristalizó. A partir de 1898 ingresó como fiscal interino de la Corte Suprema. Fue decano del Colegio de Abogados de Lima durante seis periodos consecutivos entre los años 1902-1907. 
En 1912, el presidente Guillermo Billinghurst lo nombra prefecto de Loreto y vocal de la Corte Superior de Lima. Ocupó el cargo de prefecto por algunos meses y el de vocal hasta el año 1915. En 1916, el presidente José Pardo y Barreda lo nombra vocal supremo, cargo que ocupa hasta 1918. Luego volvería a ocupar el cargo de fiscal supremo hasta 1926 cuando se jubila.
Fallece en su casa ubicada en el distrito de Barranco el 13 de noviembre de 1929. Sus exequias se celebraron en la Iglesia de la Merced siendo sepultado en el Cementerio Presbítero Maestro.